# 天主教艾爾教區
天主教艾爾教區（拉丁語：Dioecesis Aturensis et Aquae Augustae）是法國一個羅馬天主教教區，屬波爾多總教區。
艾爾和達克斯本屬兩個教區，其教區主教皆於506年首見於文獻。1801年11月29日兩個教區被撤銷。1822年10月6日艾爾教區得以恢復，並在1856年12月9日加銜達克斯。
教區位於朗德省，教座位於達克斯。2012年有教友264,000人（佔轄區總人口70.0%）、三十五個堂區、153名司鐸。現任教區主教為埃爾韋·加希尼亞爾。